# 등심 베이컨

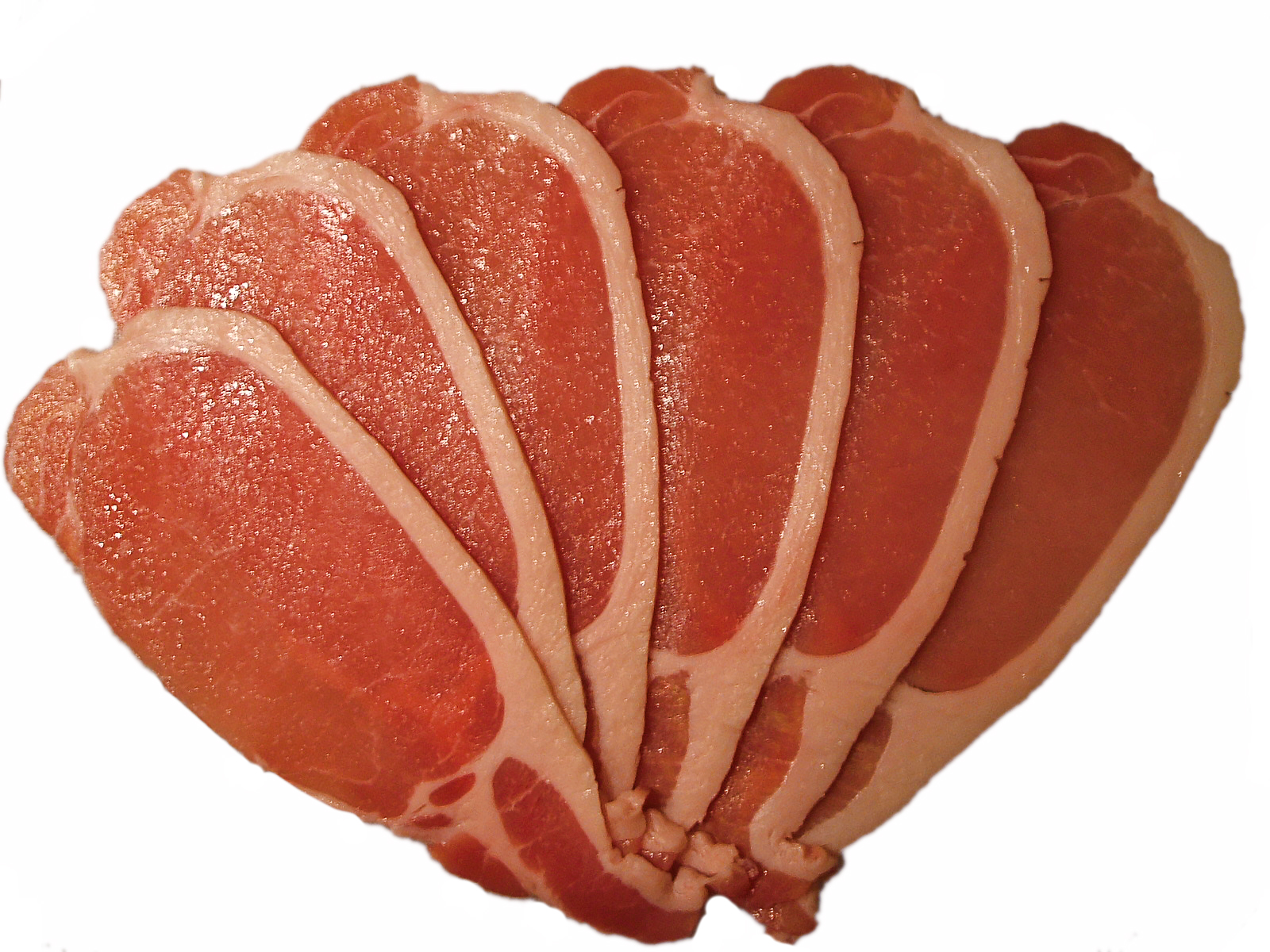
등심 베이컨

등심 베이컨(-心bacon)은 돼지고기 등심 부위로 만든 베이컨이다. 삼겹살을 일부 포함하기도 한다. 삼겹살만 가지고 만든 베이컨보다 기름기가 적다. 영국 요리나 아일랜드 요리에 흔히 쓰인다.

## 같이 보기
- 피밀 베이컨